# The Main Ingredient (альбом Ширли Хорн)
The Main Ingredient — студийный альбом американской певицы и пианистки Ширли Хорн, выпущенный в 1996 году на лейбле Verve Records. Продюсером записи выступила сама певица.

## Об альбоме
Альбом был записан дома у исполнительницы в Вашингтоне в с 13 по 15 мая 1995 года при содействии компании Big Mo Recording. Дополнительные сессии прошли 28 мая и 2 сентября того же года. В четырёх сессиях участвовали некоторые из её любимых музыкантов, в том числе басисты Стив Новосел и Чарльз Эйблз, барабанщики Бастер Уильямс, Элвин Джонс и Билли Харт, трубач Рой Харгроув и Джо Хендерсон, а также саксофонист Бак Хилл.
Своё решение записать альбом дома Хорн описала так: «Раньше я одна из всей компании музыкантов была замужем, поэтому после концертов все заваливались ко мне, и мне всегда приходилось готовить что-то, обычно до рассвета мы наслаждались едой и играли. Главным ингредиентом была музыка. Мне хотелось повторить это чувство».
За этот альбом на 39-й церемонии премии «Грэмми» Ширли Хорн получила свою пятую номинацию за лучшее джазовое исполнение. Также альбом вошёл в первую десятку джазового хит-парада журнала Billboard.

## Список композиций
| №                   | Название                      | Автор(ы)                               | Длительность |
| ------------------- | ----------------------------- | -------------------------------------- | ------------ |
| 1.                  | «Blues for Sarge»             | Рональд Доусон                         | 4:16         |
| 2.                  | «The Look of Love»            | Берт Бакарак, Хэл Дэвид                | 5:22         |
| 3.                  | «Keepin’ Out of Mischief Now» | Энди Разаф, Фэтс Уоллер                | 3:46         |
| 4.                  | «The Meaning of the Blues»    | Бобби Труп, Леа Ворт                   | 7:55         |
| 5.                  | «Here’s Looking at You»       | Кэрролл Коутс                          | 3:27         |
| 6.                  | «You Go to My Head»           | Джон Фредерик Кутс, Хейвен Гиллеспи    | 9:08         |
| 7.                  | «Fever»                       | Эдди Клуни, Джон Дэвенпорт             | 4:42         |
| 8.                  | «Come in from the Rain»       | Мелисса Манчестер, Кэрол Байер-Сейджер | 4:50         |
| 9.                  | «Peel Me a Grape»             | Дейв Фришберг                          | 2:55         |
| 10.                 | «All or Nothing at All»       | Артур Альтман, Джек Лоуренс            | 7:10         |
| Общая длительность: | Общая длительность:           | Общая длительность:                    | 53:31        |

## Чарты
| Чарт (1996)                                 | Высшая позиция |
| ------------------------------------------- | -------------- |
| США (Billboard Top Jazz Albums)             | 23             |
| США (Billboard Top Traditional Jazz Albums) | 7              |